# Подишор
Подишор (укр. Подішор) — село в Солотвинской поселковой общине Тячевского района Закарпатской области Украины.
Население по переписи 2001 года составляло 1183 человека. Почтовый индекс — 90572. Телефонный код — 3134. Код КОАТУУ — 2124482403.